# Flemløse
Flemløse – miasto w Danii, w regionie Dania Południowa, w gminie Assens.